# Internal vision
L'internal vision è una branca dell'e-government, che indica tutte le interazioni di tipo informatico tra le amministrazioni dei diversi enti pubblici. Queste interazioni permettono una più facile comunicazione e condivisione di dati finalizzati a velocizzare ed ottimizzare i rapporti tra enti che collaborano (interoperabilità).
Internal & external vision
La vision si divide in due grandi categorie:
- External, ovvero le relazioni tra amministrazioni e cliente grazie a servizi interattivi che rendono più semplici i contatti e le operazioni.
- Internal, ovvero l'azione interna (la vision interna appunto) che mira a perfezionare i collegamenti tra le amministrazioni, le quali creano delle collaborazioni basate su sistemi informatici per potenziare ed ottimizzare il proprio lavoro.

Soprattutto la condivisione di dati permette una più corretta distribuzione del lavoro, essa infatti rende possibili procedure altrimenti legate ad una complessa burocrazia e permette un coinvolgimento democratico delle parti che usufruiscono delle stesse informazioni indipendente dai ruoli gerarchici.

## E-government, internal vision: le linee strategiche
I dipartimenti per l'innovazione e la tecnologia e il consiglio dei ministri mirano ormai da diversi anni (le primissime linee guida risalgono al 1995) alla creazione di un organismo di governo che riesca a creare una forte dipendenza tra tecnologie e servizi pubblici e che ponga questa dipendenza alla base di qualsiasi evoluzione si verifichi all'interno delle inter-connessioni nelle pubbliche amministrazioni.
Le stesse politiche europee mirano allo stesso obiettivo comune, ovvero la creazione di una fitta rete di servizi per la fruizione di prodotti ed informazioni (Ciclo di Convergenza digitale).

### L'interoperabilità
È l'obiettivo principale delle politiche dell'e-government riguardanti l'insieme di collegamenti interni alle amministrazioni pubbliche.
Lo scambio di servizi digitali, nel rispetto delle autonomie interne, sta alla base di questo concetto.
Il cittadino che entra in contatto con un servizio non sa che molto spesso, quello che percepisce come un servizio unitario, è in realtà il prodotto di una serie di interazioni tra le diverse amministrazioni che hanno contribuito insieme ad un progetto comune per il conseguimento di un unico risultato finale.
Tutte le amministrazioni locali e nazionali devono contribuire affinché la loro cooperazione permetta l'accesso ad un unico grande servizio che permetta al cittadino di entrare in contatto con un singolo "blocco" costituito dalle azioni delle sue piccole parti.
L'interoperabilità deve necessariamente nascere sia da scambi orizzontali che da scambi verticali perché l'approccio possa far scaturire da ogni collaboratore risorse creative alla base di nuovi servizi sempre più efficienti e sempre più legati ad azioni collaborative.

#### Le ICT
Le ICT ovvero le tecnologie dell'informazione e della comunicazione, assumono di conseguenza un ruolo imperativo. Esse permettono notevoli miglioramenti per quanto riguarda l'accessibilità ai servizi e la possibilità di creare contatti aperti.
Sono inoltre utili per l'interscambio di dati e per la consultazione di ogni tipo di materiale informatico.

#### E-government: democrazia e trasparenza
Le tecnologie di collaborazione giocano un ruolo fondamentale per quanto riguarda i ruoli all'interno delle amministrazioni, non più così rigidamente definiti per livello di “potere” nell'accesso ai dati.
L'interoperabilità consiste infatti nella collaborazione possibile solo grazie all'interscambio completamente democratico delle informazioni.
Una recente direttiva del ministro della Funzione Pubblica Luigi Nicolais sottolinea come obiettivo comune a livello statale l'importanza dell'interscambio tra le pubbliche amministrazioni, e si prefigge di realizzare una vera e propria pianificazione delle procedure da adottare anno per anno perché possa crescere l'interazione interna e l'estensione di strutture a banda larga.

#### Il processo formativo: l'alfabetizzazione informatica e il PROGETTO PILOTA
L'obiettivo primario è a questo punto l'informatizzazione tramite processi di alfabetizzazione informatica all'interno delle PA.
Grazie al progetto pilota istituito dalla presidenza del Consiglio dei ministri, gli uffici del personale organizzano per tutti i dipendenti (più o meno qualificato) corsi di formazione con l'obiettivo di migliorare l'approccio con gli strumenti informatici, facendo di essi un uso sempre più frequente e sottolineandone l'utilità.
È perché tutti possano accedere democraticamente alle informazioni che il progetto pilota si pone a capo delle ambizioni principali delle politiche dell'e-government, esso infatti mira a dare una competenza adeguata nell'uso dell'informatica necessaria alla creazione di una fitta rete di scambi partendo dal livello base, ovvero formando gli uffici con nuovi corsi di formazione ed alfabetizzazione informatica.
Questi corsi non solo garantiscono conoscenze di tipo pratico ma, secondo precise direttive che stanno appunto alla base del progetto, hanno il compito di far capire ai dipendenti l'alto potenziale con cui entrano in contatto dal momento in cui iniziano a condividere gli strumenti informatici e le informazioni che essi mettono a disposizione.
I corsi sono divisi in tre categorie:
- Corso di formazione di base
- Corso di formazione di base evoluta
- Corso di formazione Specialistica

1) Conferisce a tutti i dipendenti pubblici un livello di competenza definito dalla “Computer Driving Center” livello start di 60 ore. Prevede un test finale delle competenze raggiunte.
2) Conferisce a tutti i dipendenti pubblici un livello di competenza definito dalla “Computer Driving Center” livello ECDL (patente europea per il computer) di 40 ore. Prevede un test finale delle competenze raggiunte.
3) Mira alla formazione di tecnici in grado di progettare e realizzare siti web.
Dura 16 o 10 giornate con ore che variano secondo il tipo di amministrazione e second il grado di formazione previsto.
Esistono inoltre i corsi per formatori, per dirigenti e Assistenza allo sviluppo che variano molto a seconda delle istituzioni.

#### Le cooperazioni amministrative
Le amministrazioni e la loro collaborazione è dettata dal Sistema pubblico di connettività (SPA) e si pone come principio fondamentale per l'attuazione di nuovi programmi di interoperabilità proprio perché riconosce come patrimonio fondamentale il capitale umano. Ogni singola parte della "rete" viene intesa come un potenziale contributo per la messa in atto di nuove strategie da condividere ed implementare grazie alle collaborazioni e al materiale condiviso tecnologicamente.
IL Sistema di Connettività comprende una serie di norme per l'attuazione sicura dell'interoèperabilità e mira allo sviluppo di:
- I vari patrimoni informativi dei diversi uffici amministrativi
- I servizi di inter-amministrazione  (basato sul principio che ogni amministrazione deve occuparsi di raggiungere facendo ognuno la sua parte un obiettivo comune).

Perché si proceda verso questo tipo di progetto di "interscambio amministrativo" il governo ha istituito due principali accordi:
- Accordi di servizio: una amministrazione può accedere ai servizi informativi di una seconda (secondo regole prestabilite)
- Domini di cooperazioni: due o più amministrazioni di mettono d'accordo per rendere disponibili più servizi che le riguardano. Questi servizi dovranno avere un solo "front-end" con un'interfccia facilmente comprensibile dalle parti che vi fanno uso.

#### Le banche dati: il più grande patrimonio informativo
Le banche dati ed in particolare i registri pubblici, costituiscono un ricchissimo patrimonio, essi vengono utilizzati da molti uffici amministrativi che li considera essenziali per il buon fine dei processi amministrativi.
Quando questi sono accessibili anche alle aziende ed agli organi sociali la loro importanza cresce. La loro consultazione da parte delle imprese evita infatti alle amministrazioni pubbliche incontri formali e operazioni burocratiche altrimenti complesse.
Spesso è a causa di un lungo lavoro che si è protratto nel tempo dopo lunghe ricerche che provoca comportamenti particolarmente "gelosi" in cui si intende a volersi impadronire delle proprie conoscenze come fosse un bene privato. Questo non solo non permette la libera fruizione dei dati, ma sta all'opposto dei principi più importanti dello stesso e-government e della vision interna alle amministrazioni, senza contare che questo comportamento provoca l'esclusione di chi ritiene la condivisione sconveniente.
L "emprovement" da parte di chi accede alle banche dati e che quindi le aggiorna, le integra e le migliora, contribuisce al perfezionamento di un sistema che in moltissimi casi può rivelarsi estremamente utile per entrambe le parti e per chi intenderà contribuire in futuro.

#### Il capitale umano nelle Pubbliche Amministrazioni e le conoscenze amministrative
Ogni dipendente degli uffici amministrativi coinvolto in attività riguardanti archiviazione e controllo dei dati, contribuisce ad un vasto patrimonio comune cumulabile grazie alle interazioni interne tra amministrazioni collaboratrici.
I pubblici registri costituiscono la prova dell'efficacia di queste cooperazioni e la loro informatizzazione non ha fatto che evidenziarlo rendendo il lavoro sempre più potenzialmente interattivo; questo materiale ovviamente è protetto da efficaci strumenti di sicurezza e la privacy delle persone menzionate all'interno di essi è viene rispettata tramite strumenti creati per quest'unica finalità.
-La sicurezza informatica, citata più volte nel programma originale del Consiglio dei ministri deve [...porsi alla base di ogni sistema che richieda la consultazione di materiale informativo...].-
I mezzi riguardanti la sicurezza hanno permesso azioni altrimenti impossibili riguardanti la pubblicazione di documenti e informazioni generali ad enti non direttamente coinvolti nelle amministrazioni interne.
Un esempio è costituito dall'attuazione del federalismo fiscale che ha la possibilità di accedere ad archivi e registri pubblici.
Un altro esempio è il decentramento del Catasto agli enti pubblici e gli incentivi per l'utilizzo di mezzi informatici finalizzati alla collaborazione tra comuni ed Agenzia del territorio.
Al contrario il portale dei servizi integrati alle imprese, serve per permettere agli enti locali di procedere autonomamente per la realizzazione di servizi e strumenti utili allo Stato quindi di basa su di un decentramento del potere attuato secondo un procedimento di tipo verticale.
Perché questo sia possibile il Consiglio dei ministri ha ritenuto indispenzabile all'interno del programma l'attuazione di una manovra che permetta alle amministrazioni di imprese, organi sociali e pubblici,  di accedere sempre più facilmente ai registri delle imprese tramite sportelli unici.

## La storia

### Verso lo scambio informatico
Dall'inizio del ‘900 ad oggi la produzione dei servizi dei vari enti pubblici e quello che riguarda le operazioni di scambio di dati ed informazioni tra amministrazioni ha contribuito allo sviluppo del paese e quindi al benessere collettivo.
Condividere dati cartacei e modulistica più semplicemente favorire, grazie gli scambi, la conoscenza dell'altro al fine di nuove collaborazioni e progetti di partnership, si è rivelato efficace economicamente per entrambe le parti ed indispensabile per l'inizio di una serie di procedimenti che indirettamente hanno favorito i dipendenti.
Essi hanno trovato nella collaborazione e nell'interoperabilità un ottimo strumento capace di semplificare ed ottimizzare il loro lavoro.
- La contabilità generale dello stato e l'amministrazione del patrimonio del 1923 e in seguito con piccole aggiunte del 1924 ne è la prova.

Si trattava di un nuovo decreto che mirava appunto a procedere verso la condivisione più completa di procedure ed informazioni.
- Nel 1990 il “diretto accesso ai documenti amministrativi” ha permesso alle amministrazioni di accedere a documenti un tempo privati.

Gli strumenti informatici stavano assumendo una certa importanza.
Si trattava di un mezzo sempre più conosciuto dall'opinione pubblica e sempre più accettato di buon grado nelle amministrazioni di enti pubblici.
- Le nuove direttive del 1992 e del 1993 che hanno introdotto l'obbligo di acquisto di “apparecchiature informatiche” e di “licenze d'uso di programmi” all'interno degli uffici amministrativi pubblici lo dimostrano.

In questo caso gli strumenti erano ancora lontani dalle politiche dell'e-government legate soprattutto ad internet, ma comunque è da considerarsi un grande passo verso questo nuovo strumento in quanto è grazie ai primi PC che si sono creati i primi archivi informatici.
- 1999 e 2000: Si procede verso la “semplificazione dei procedimenti amministrativi”

Nuovi programmi sempre più conosciuti, un pubblico più istruito in materia informatica.
Si inserisce nelle case ma soprattutto costituisce ormai nelle amministrazioni pubbliche una fonte di condivisione capace di velocizzare e migliorare le operazioni burocratiche.
- 2003: il ministro per le innovazioni e le tecnologie emana una direttiva in materia di sviluppo ed innovazione.

Si trattava di una corsa all'evoluzione informatica intesa come grande possibilità di scambio e interazione, il sistema informatico, sempre più utile e diffuso sarebbe stato il solo unico grande protagonista delle innovazioni future in fatto di collegamenti ed interoperabilità.
- marzo 2005: il “codice dell'amministrazione digitale” riconferma il particolare occhio di riguardo nei confronti delle nuove politiche nei confronti di scambi ed innovazione tecnologica.

## Il “Codice dell'Amministrazione Digitale” e le nuove politiche dell'e –government
Internal visiondentro ai collegamenti delle pubbliche amministrazioni.
4 marzo 2005, il ministro per l'innovazione e la tecnologia approva il decreto legislativo del “Codice dell'Amministrazione Digitale”.
Le amministrazioni pubbliche tendono a formare una sempre più concreta strategia finalizzata ad implementare nuove attività informatiche.
Tra le grandi innovazioni del codice, la parte dedica alla vision interna è quella riguardante i contatti interni i quali non toccano direttamente i servizi ai cittadini, ma che sono alla base dei processi e delle operazioni interne alle stesse amministrazioni.

### Il sistema pubblico di connettività
Il sistema pubblico di connettività (SPC) che è una delle linee base per la determinazione formale delle interazione informatiche tra amministrazioni obbliga le amministrazioni a procedere telematicamente nella condivisione di:
- dati di vario genere (testi, immagini, filmati ecc…)
- disponibilità in rete di modulistica e formulari
- programmi per il trasferimento dei fondi
- documenti e storici
- protocolli e movimenti delle amministrazioni negli anni
- scritture contabili

L'SPC comprende una serie di norme per l'attuazione sicura dell'interoperabilità e mira allo sviluppo di:
- I vari patrimoni informativi dei diversi uffici amministrativi
- I servizi di inter-amministrazione  (basato sul principio che ogni amministrazione deve occuparsi di raggiungere facendo ognuno la sua parte un obiettivo comune).

Perché si proceda verso questo tipo di progetto di "interscambio amministrativo" il governo ha istituito due principali accordi:
- Accordi di servizio: una amministrazione può accedere ai servizi informativi di una seconda (secondo regole prestabilite)
- Domini di cooperazioni: due o più amministrazioni di mettono d'accordo per rendere disponibili più servizi che le riguardano. Questi servizi dovranno avere un solo "front-end" con un'interfccia facilmente comprensibile dalle parti che vi fanno uso.

La responsabilità delle amministrazioni, in particolare pubbliche, è quella di accrescere il proprio interesse per la tecnologia implementando oltre ai corsi di formazione ed alfabetizzazione informatica, l'acquisto di nuove licenze d'uso per programmi che prevedono nuovi tipi di collegamenti amministrativi, come la possibilità di accedere alle banche dati comuni o agli storici aziendali.
Un unico grande linguaggio informatico comune avrebbe accomunato moduli organizzativi di amministrazioni diverse che collaboravano (compresa una vera e propria lista di termini nuovi), una nuova strategia comune ed infine una metodologia differente, più veloce e funzionale, riguardante le nuove routine da attivare nella burocrazia.
Una serie di nuovi programmi utili sarebbe stato a disposizione degli uffici amministrativi che avrebbero dovuto accedervi e farne uso (open source).

### Nuovi programmi informatici, nuove condivisioni
Le recenti normative per la creazione di innovativi strumenti informatici riguardano soprattutto i programmi nuovi creati apposta con l'unico fine della condivisione all'interno delle amministrazioni, essi hanno nuove importanti caratteristiche:
- sono facilmente trasferibili da un tipo di piattaforma ad un'altra al fine di poter essere riutilizzati
- la trasferibilità della licenza d'uso se si passa velocemente da un esercizio ad un altro
- la possibilità di essere letti da diverse strumentazioni informatiche
- l'indipendenza dal fornitore in modo che l'utilizzo sia semplice e condivisibile
- la garanzia di poter essere facilmente ispezionato
- la possibilità di supportare file di diverso formato
- la linea comune di linguaggio per tutte le amministrazioni pubbliche
- clausole più aperte per la più fluida condivisione non trascurando però il fattore sicurezza

Privacy e sicurezza
Perché si possa garantire un giusto funzionamento quindi il rispetto della privacy o la garanzia della provenienza dei dati condivisi, sono stati istituiti nuovi strumenti di controllo finalizzati appunto a convincere la coscienza comune della sicurezza dei nuovi mezzi informatici.
La firma digitale, la carta d'identità elettronica o la carta nazionale dei servizi permettono appunto di garantire la provenienza dei dati condivisi (questo è valido non solo internamente alle amministrazioni ma anche nel rapporto tra uffici amministrativi e cittadino).